# Тауиш
Тауи́ш (каз. Тәуіш) — село у складі Джангельдинського району Костанайської області Казахстану. Адміністративний центр Жаркольського сільського округу.
У радянські часи село називалось Тауш.
Населення — 847 осіб (2021; 1177 у 2009, 1217 у 1999, 1109 у 1989).